# Moteur M 104 Mercedes-Benz
Le moteur M 104 est un moteur thermique automobile à combustion interne, fabriqué par Mercedes-Benz de 1989 à 1997. Il remplace le M 103 et sera remplacé par le M 112.

## Utilisation

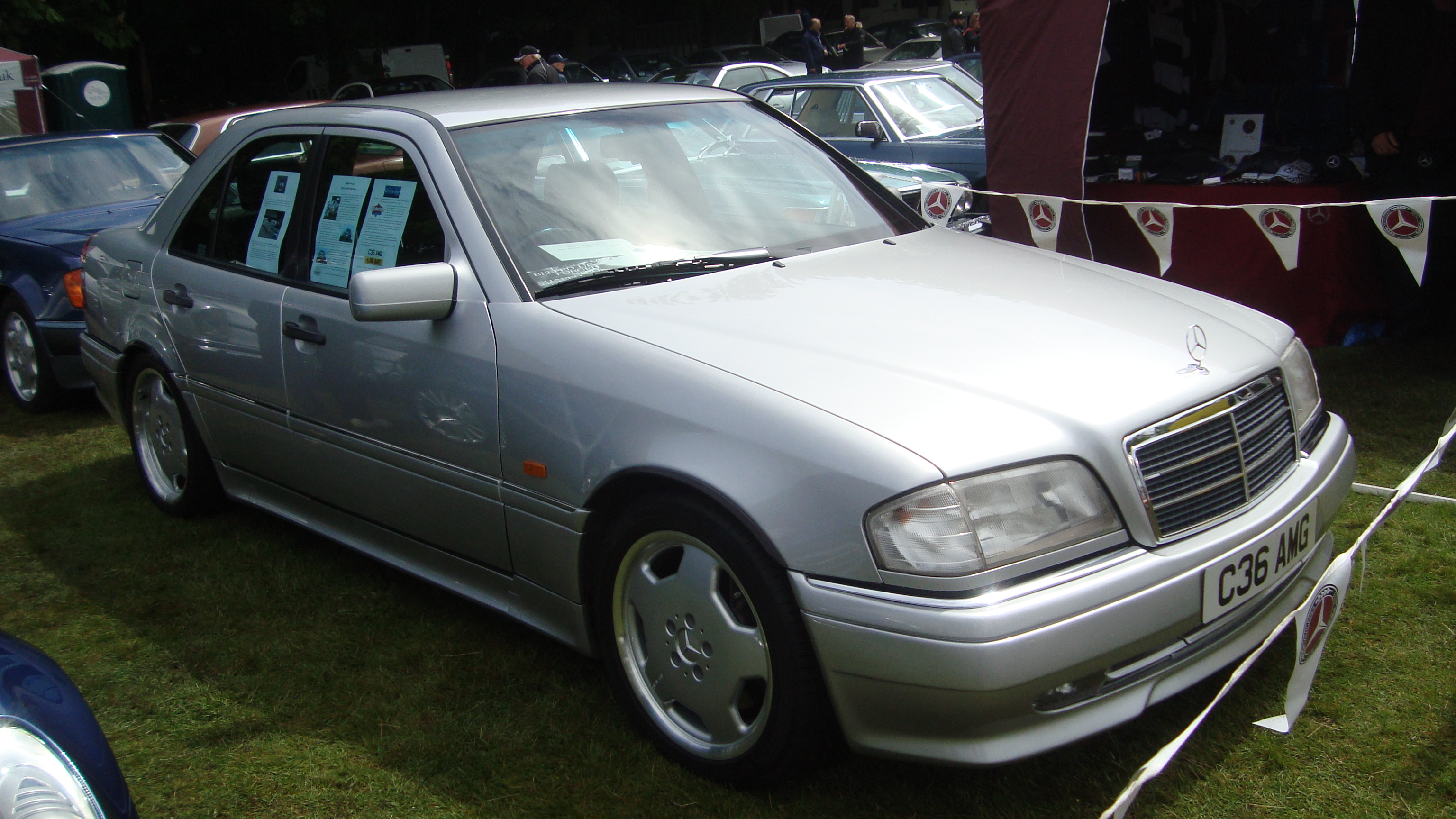
Mercedes-Benz C 36 AMG

### Chez Mercedes-Benz
| Variante   | Classe / Série | Type         | Modèle       | Années            |
| ---------- | -------------- | ------------ | ------------ | ----------------- |
| M 104 ?    | Classe E Coupé | Type 124     | 320CE        | 1992 - 1996       |
| M 104 E 28 | Classe C       | Type 202     | C 280        | 05/1993 - 07/1997 |
| M 104 E 36 | Classe C       | Type 202     | C 36 AMG     | 09/1993 - 06/1997 |
| M 104 ?    | Classe C DTM   | Type 202 DTM | W202 AMG DTM | 1994 - 1995       |
| M 104 995  | Classe E       | Type 210     | E 320        | 1995 - 1997       |

### Sources
- (de) Cet article est partiellement ou en totalité issu de l’article de Wikipédia en allemand intitulé « Mercedes-Benz M 104 » (voir la liste des auteurs).